# Equinox (In Hearts Wake e Northlane)
Equinox è un EP split dei gruppi metalcore australiani In Hearts Wake e Northlane, pubblicato il 20 aprile 2016 dalla UNFD.

## Tracce
1. In Hearts Wake – Refuge (feat. Northlane) – 5:07
2. In Hearts Wake & Northlane – Equinox – 2:06
3. Northlane – Hologram (feat. In Hearts Wake) – 4:29

## Formazioni
In Hearts Wake
- Jake Taylor – voce
- Eaven Dall – chitarra solista, cori
- Ben Nairne – chitarra ritmica
- Kyle Erich – basso, voce melodica
- Conor Ward – batteria

Northlane
- Marcus Bridge – voce
- Jon Deiley – chitarra solista
- Josh Smith – chitarra ritmica
- Alex Milovic – basso
- Nic Pettersen – batteria

## Classifiche
| Classifica (2016)       | Posizione massima |
| ----------------------- | ----------------- |
| Australia (ARIA Charts) | 75                |